# Zimowy sen
Zimowy sen (tur. Kış Uykusu) – turecko-francusko-niemiecki film fabularny z 2014 roku w reżyserii Nuri Bilge Ceylana.

## Opis fabuły
Emerytowany aktor Aydın po zakończeniu kariery artystycznej prowadzi mały hotel w górach Kapadocji i próbuje ratować własne małżeństwo ze znacznie od niego młodszą Nihal. Razem z nimi mieszka siostra Aydına, Necal, która niedawno rozwiodła się z mężem. W wolnych chwilach Aydın pisze artykuły do lokalnej gazety i próbuje napisać książkę o historii tureckiego teatru. Pełni rolę swego rodzaju sędziego wśród lokalnej społeczności. 
Stopniowo okazuje się, że tak naprawdę mało kto w środowisku Aydına pała do niego sympatią. Jedną z niewielu osób, które odnoszą się do niego przyjaźnie, jest Hamdi, lokalny imam, którego rodzina wynajmuje dom od głównego bohatera. Na początku filmu İlyas, bratanek Hamdiego, wybija szybę w samochodzie Aydına, aby zemścić się za wizytę komornika i groźbę eksmisji.
Większość filmu wypełniają dialogi pomiędzy głównymi bohaterami.

## Obsada
- Haluk Bilginer jako Aydın
- Melisa Sözen jako Nihal, żona Aydına
- Serhat Kılıç jako Hamdi, brat Aydına
- Nejat İşler jako İsmail
- Ayberk Pekcan jako kierowca
- Demet Akbağ jako Necla, siostra Aydına
- Tamer Levent jako Suavi
- Emirhan Doruktutan jako İlyas
- Mehmet Ali Nuroğlu jako Timur
- Ekrem İlhan jako Ekrem
- Rabia Özel jako Fatma
- Masaki Murao jako japoński turysta
- Junko Yokomizo jako japońska turystka
- Nadir Sarıbacak jako Levent
- Fatma Deniz Yıldız jako Sevda

## Nagrody i wyróżnienia
Film otrzymał Złotą Palmę i nagrodę FIPRESCI na 67. Międzynarodowym Festiwalu Filmowym w Cannes. Był także zgłoszony jako turecki kandydat do rywalizacji o 87. rozdanie Oscara w kategorii filmu nieanglojęzycznego, ale nie uzyskał nominacji.